# Ulica Grunwaldzka w Rzeszowie
Ulica Grunwaldzka (dawniej Głogowska, Aleja Sandomierska) jest jedną z najstarszych w Rzeszowie. Jej złoty okres to czas, kiedy była najkrótszym połączeniem między śródmieściem a dworcem kolejowym w XIX i na początku XX wieku. Z tamtego okresu pochodzi też większość zabudowań. W okresie niemieckiej okupacji nazwano ją Lorenzstraße na cześć niemieckiego komendanta miasta. Swój początek bierze od ul. Kościuszki, a kończy się skrzyżowaniem z ul. Grottgera i ul. Jabłońskiego. Na przecięciu al. Piłsudskiego znajduje się okrągła kładka, popularnie zwana "rondem dla pieszych". Przecina ją trzy mniejsze uliczki (Matejki, Kopernika i Jana III Sobieskiego), a dwie zaczynają się od ulicy (Kręta i Bernardyńska).

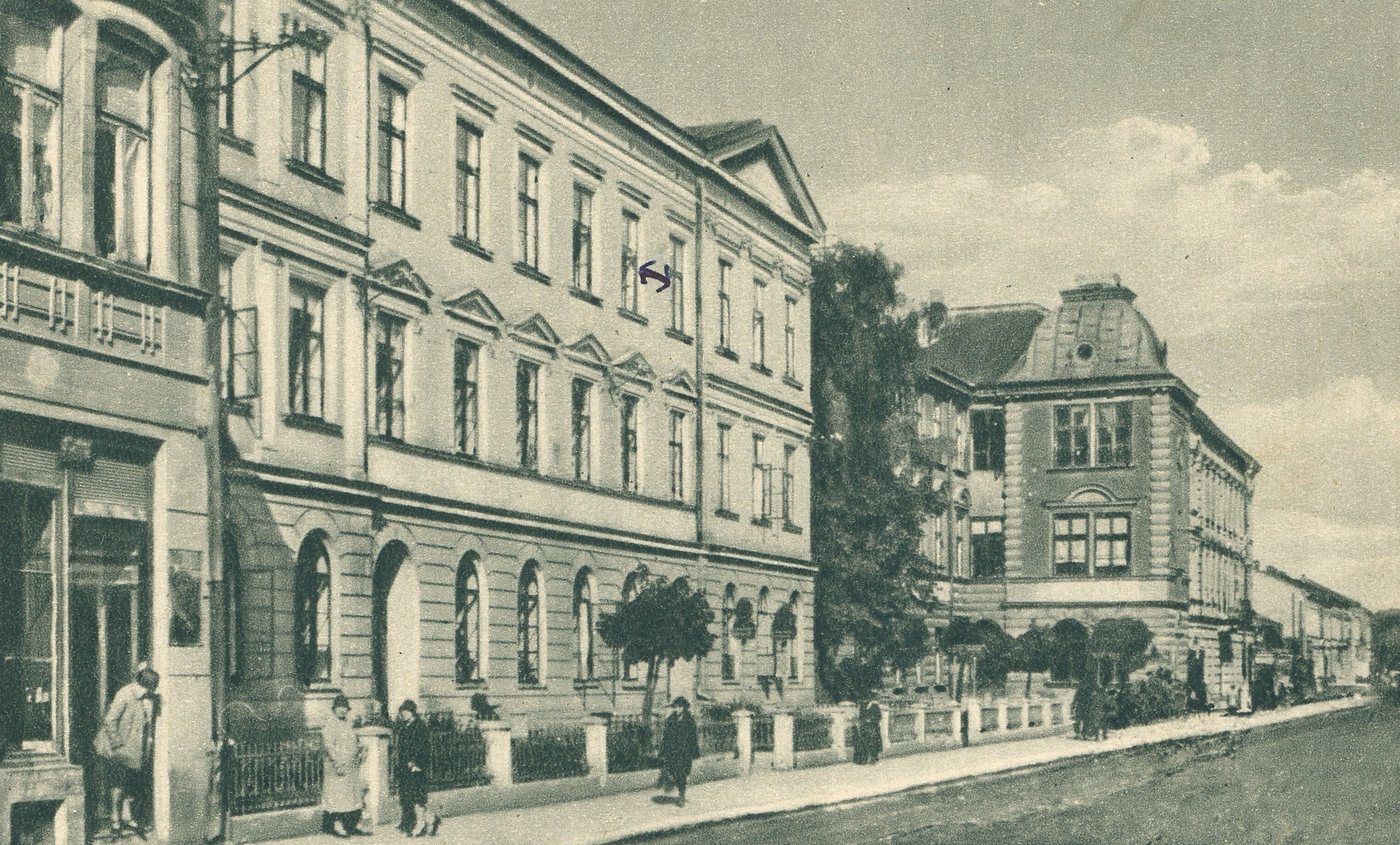
Widok ulicy przed 1940

## Główne obiekty i zabytki[3]
W gminnej ewidencji zabytków ujętych jest 25 budynków, w tym 21 kamienic. Dodatkowo do rejestru zabytków wpisanych jest 5 kamienic (nr 2, 6, 20, 24 i 36) oraz dawny budynek Wojewódzkiej Rady Narodowej (nr 15).
- nr 1 - kamienica z końca XVIII w., przebudowana po poł. XIX w. i po 1913 r.
- nr 2 - kamienica z końca XVIII w., przebudowana w XX w.
- nr 6 - kamienica modernistyczna zbudowana w latach 1937-38 wg projektu Józefa Wetzsteina i Karola Holzera
- nr 11 - dawna Wyższa Szkoła Żeńska, obecnie siedziba Wydziału Prawa Uniwersytetu Rzeszowskiego, 1879, 1895 r.
- nr 13 - dawna Szkoła Wydziałowa, obecnie budynek Uniwersytetu Rzeszowskiego, 1896 r.
- nr 15 - dawna siedziba Wojewódzkiej Rady Narodowej, obecnie gmach Podkarpackiego Urzędu Wojewódzkiego, budynek socrealistyczny z lat 1951-1954, projekt arch. Ludwik Pisarek i Marcin Weinfeld
- nr 20 - kamienica z oficynami z 2. poł. XIX w.
- nr 22 - kamienica z końca XVIII w., przebudowana w połowie XIX w.
- nr 24 - kamienica zbudowana po 1883 r.
- nr 36 - kamienica z początku XX w.